# 리주하오
리주하오(중국어: 李朱濠, 병음: Lǐ Zhūháo, 한자음: 이주호, 1999년 1월 9일~)는 중화인민공화국의 수영 선수로 주 종목은 접영이다. 2014년 인천 아시안 게임 남자 접영 100m 결승 경기에서 은메달을 획득했다.